# Symfonický orchestr hlavního města Prahy FOK

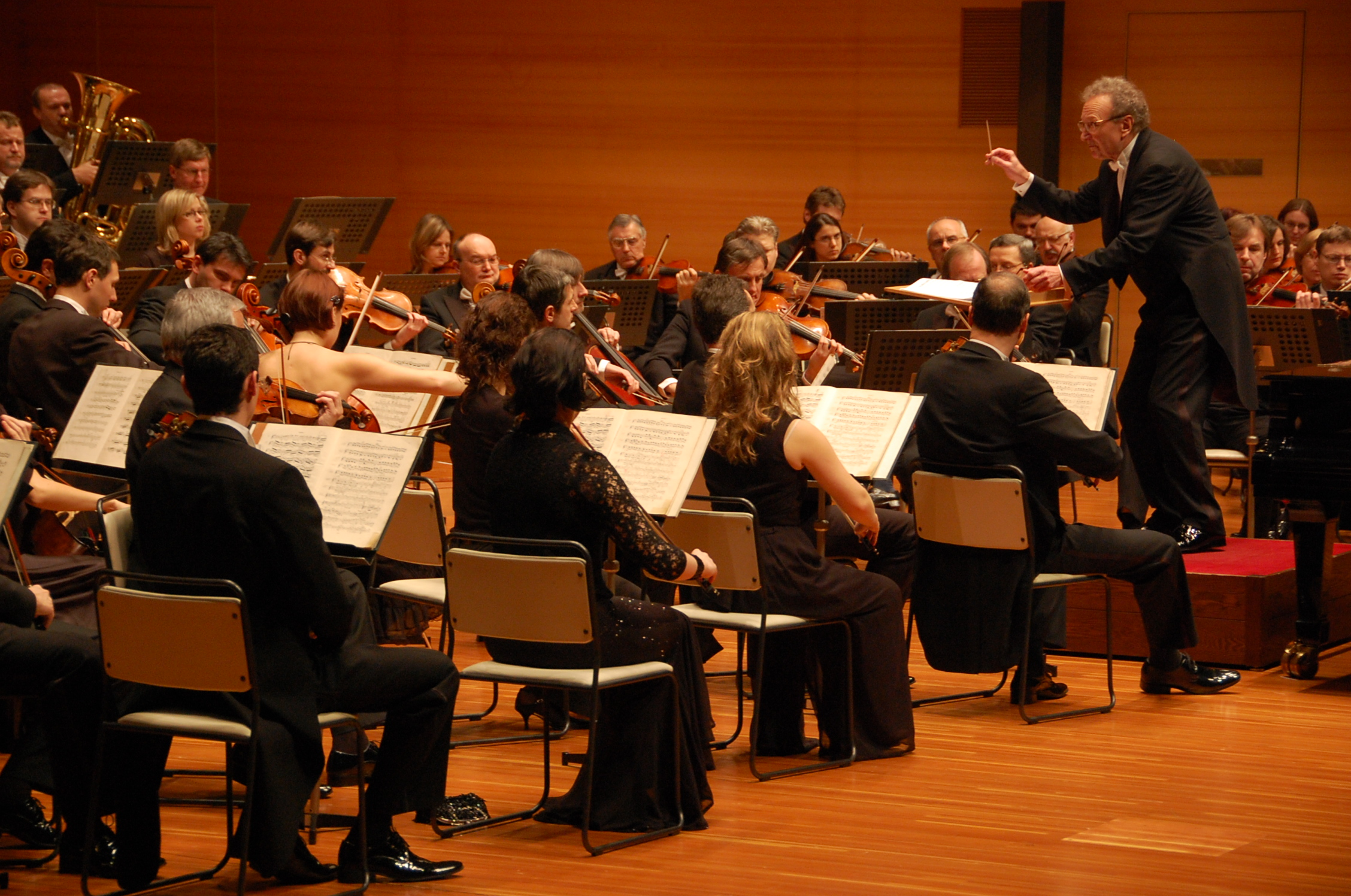
Das Prager Symphonieorchester auf Konzerttournee in Japan, Januar 2008

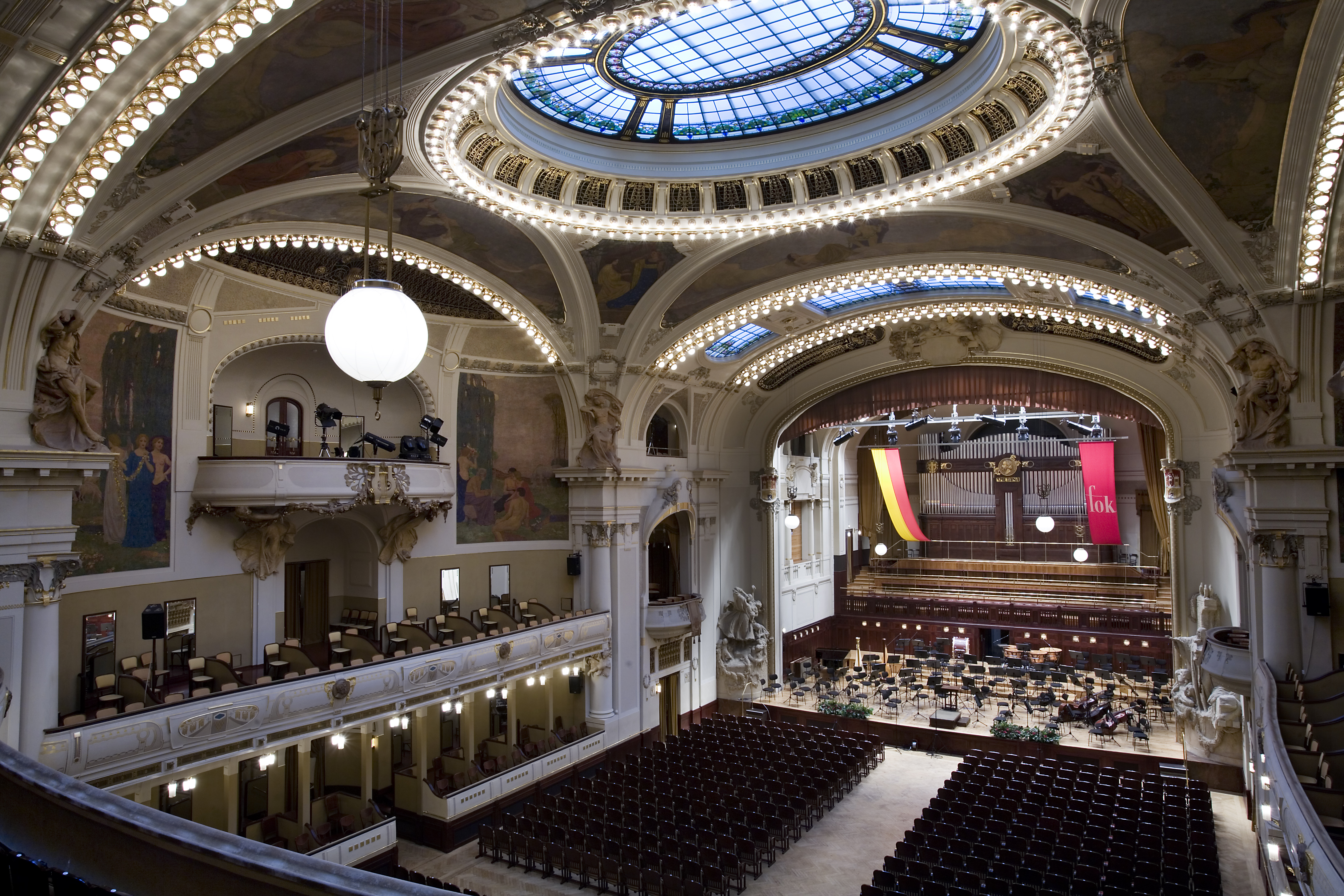
Der Smetanasaal im Prager Gemeindehaus

Das Symfonický orchestr hlavního města Prahy FOK (deutsch wörtlich: Sinfonisches Orchester der Hauptstadt Prag – FOK, deutsche Bezeichnung jedoch meist: Prager Symphonieorchester oder Prager Symphoniker, offizieller internationaler englischer Name: Prague Symphony Orchestra) ist ein tschechisches Sinfonieorchester aus Prag. Sein Sitz ist das Prager Gemeindehaus.

## Geschichte
Es wurde im Herbst 1934 vom tschechisch-australischen Dirigenten Rudolf Pekárek gegründet und für die zahlreichen arbeitslosen Musiker der Zeit zu einem Sprungbrett. Zunächst als FOK Orchester bekannt, sollten die Anfangsbuchstaben „FOK“ das gesamte Arbeitsspektrum des Orchesters – nämlich „Film, Oper und Konzert“ – darstellen.
Im Dezember 1934 war das Orchester erstmals im Radio zu hören. Regelmäßige Live-Konzerte im tschechischen Rundfunk und ein verstärkter Einsatz innerhalb der tschechischen Filmmusik bestimmten die Anfänge des Orchesters und verhalfen ihm zu finanzieller Beständigkeit. Wirtschaftlich gefestigt, begann das Orchester mit Václav Smetáček als Leiter ab 1942, sich ein Konzertrepertoire anzueignen. Smetáček verblieb über 30 Jahre in seiner Position und führte das Orchester zu Weltruhm.
1952 wurde das Orchester offizielles Konzertensemble der Stadt Prag und änderte seinen Namen unter Beibehaltung seines Anfangsbuchstaben zu seinem heutigen Namen, zu Deutsch: Sinfonieorchester der Hauptstadt Prag – FOK. 1972 folgte Ladislav Slovák als Chefdirigent. Weitere einflussreiche Leiter waren unter anderem Jiří Bělohlávek, Petr Altrichter, Martin Turnovský, Gaetano Delogu, Serge Baudo und Jiří Kout.
Daneben arbeitete das Orchester auch mit weiteren international renommierten tschechischen Dirigenten wie Václav Neumann, Zdeněk Košler und Vladimír Válek zusammen.
Seit 1995 investiert das Orchester durch Crossover-Konzepte von klassischer Musik mit Metal in innovative Projekte.
Der Finne Pietari Inkinen war von 2015 bis 2020 Chefdirigent des Orchesters. Sein Nachfolger in diesem Amt wurde 2020 Tomáš Brauner.

## Chefdirigenten
- Václav Smetáček (1942–1972)
- Ladislav Slovák (1972–1976)
- Jindřich Rohan (1976–1977)
- Jiří Bělohlávek (1977–1989)
- Petr Altrichter (1990–1992)
- Martin Turnovský (1992–1995)
- Gaetano Delogu (1995–1998)
- Serge Baudo (2001–2006)
- Jiří Kout (2006–2013)
- Pietari Inkinen (2015–2020)
- Tomáš Brauner (seit 2020)

## Deutsche Translationen des Orchesternamens
Die Deutsche Nationalbibliothek führt folgende im Deutschen genutzte Bezeichnungen für das Orchester auf:
- Prager Sinfoniker (in weiteren Variationen: Prager Symphoniker)
- Prager Sinfonieorchester (in weiteren Variationen: Prager Symphonieorchester, Prager Symphonie-Orchester, Prager Sinfonie-Orchester)
- Sinfonieorchester Prag (in weiteren Variationen: Sinfonie-Orchester Prag, Symphonie-Orchester Prag, Symphonieorchester Prag)
- Tschechisches Symphonie-Orchester Prag
- Tschechische Symphoniker Prag
- Tschechisches Filmorchester Prag
- Film-Sinfonieorchester Prag
- Filmorchester Prag